# Ginger Quintero
Ginger Quintero (* 3. Mai 1997) ist eine ecuadorianische Leichtathletin, die sich auf den Sprint spezialisiert hat.

## Sportliche Laufbahn
Erste internationale Erfahrungen sammelte Ginger Quintero im Jahr 2013, als sie bei den Jugendweltmeisterschaften in Donezk mit 14,17 m in der Qualifikationsrunde ausschied. Anschließend belegte sie bei den Juniorensüdamerikameisterschaften in Resistencia mit 13,56 m den fünften Platz. Im Jahr darauf siegte sie mit einer Weite von 15,68 m mit der 3-kg-Kugel bei den Jugendsüdamerikameisterschaften in Cali und 2015 gewann sie bei den Juniorensüdamerikameisterschaften in Cuenca mit 13,53 m die Bronzemedaille. 2016 belegte sie bei den U23-Südamerikameisterschaften in Lima mit 11,72 m den neunten Platz und 2017 wurde sie bei den Südamerikameisterschaften in Luque mit einem Stoß auf 13,77 m Siebte. 2018 erreichte sie bei den Ibero-Amerikanischen Meisterschaften in Trujillo mit 12,80 m Rang vier und 2021 wurde sie bei den Südamerikameisterschaften in Guayaquil mit 12,41 m Neunte, gewann aber in 45,66 s die Bronzemedaille in der 4-mal-100-Meter-Staffel hinter den Teams aus Brasilien und Kolumbien.
2021 wurde Quintero ecuadorianische Meisterin im Kugelstoßen.